# 有錢無閒

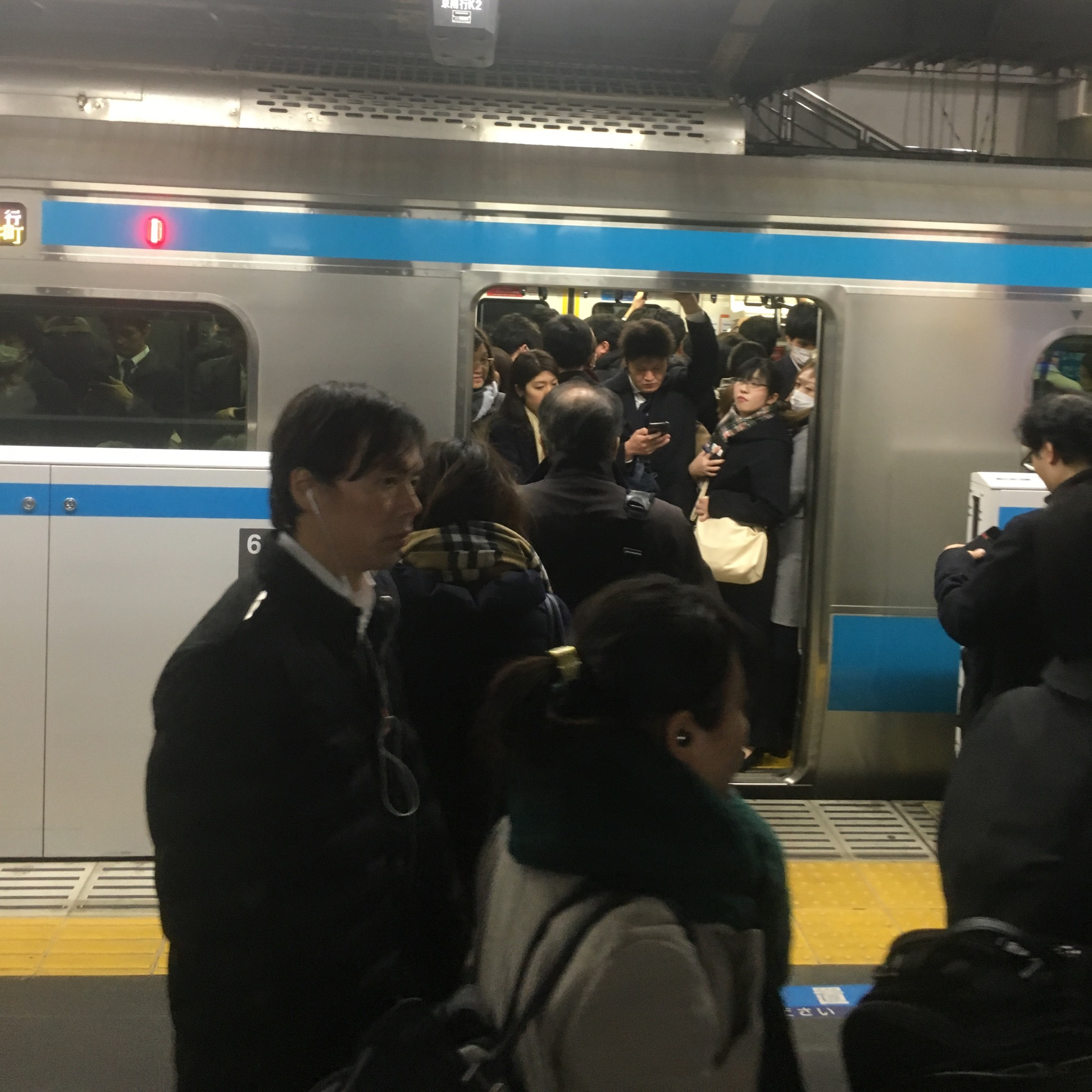
東京的白領階級在上班尖峰時間趕著搭火車

有錢無閒是Money-rich, time-poor的翻譯。此一名詞出現在20世紀末的英國，描述有高薪收入，但餘暇時間很少的人士。time-poor一詞也是用來描述此一現象。
許多人認為time-poor是有工作後必然的結果，因此接受此一結果。也有些人希望可以改善此一問題，例如透過慢生活，或是彈性工時的調整。time-poor問題的影響範圍很廣，一方面影響長時間工作，收入豐裕的人，也影響時薪很低，需要長時間工作的勞工。
「有錢無閒」的概念也反映了人需要休息及休閒的權利，在世界人权宣言第24條也提出相同的訴求。

## 空閒時間悖論
在Covid-19疫情之後，全世界各經濟階級的生活都有巨大的變化。原先認為最富有的人會有最多的空閒時間，而窮人和需要工作的中產階級會有最少的空閒時間，但實情卻相反。其中一部份是因為疫情，研究資料指出在Covid-19疫情高點時，有86%的家庭中，至少有一名成員失業。
對於在疫情封城時，被迫在家中工作的人而言，不少人發現到生活除了整天坐在辦公桌前，或是因為遠距工作，花更多時間上班以外。還有其他更有價值的生活方式，把寶貴的時間讓其他人來支配並不值得。在衛報發表的一篇短文中，將這樣的人稱為「時間百萬富翁」。

## 流行文化
- 德國作家米夏埃尔·恩德的小說《默默》也有探討無閒的問題，著重在時間以及在現代社會中的使用[4]。

## 外部連結
- GatesNotes 2016 Annual Letter （页面存档备份，存于）